# Doryctes petiolatus
Doryctes petiolatus är en stekelart som beskrevs av Shestakov 1940. Doryctes petiolatus ingår i släktet Doryctes och familjen bracksteklar. Inga underarter finns listade i Catalogue of Life.